# Il latino - Vocabolario della lingua latina
Il latino - Vocabolario della lingua latina, conosciuto prima come Il dizionario della lingua latina di Gian Biagio Conte, Giuliano Ranucci, Emilio Pianezzola è un dizionario della lingua latina edito da Le Monnier. Come molti altri dizionari di latino, è bidirezionale e contiene un repertorio di voci dal latino e uno dall'italiano.

## Storia
Il vocabolario è uscito nel 2000, è stato aggiornato nel 2004 e successivamente nel 2010.